# Weißenkirchen im Attergau
Weißenkirchen im Attergau is een gemeente in de Oostenrijkse deelstaat Opper-Oostenrijk, gelegen in het district Vöcklabruck. De gemeente heeft ongeveer 1000 inwoners.

## Geografie
Weißenkirchen im Attergau heeft een oppervlakte van 27 km². De gemeente ligt in het zuidwesten van de deelstaat Opper-Oostenrijk. Het ligt ten noordoosten van de deelstaat Salzburg en ten zuiden van de grens met Duitsland.
- Gemeinsame Normdatei: 4998162-6
- Virtual International Authority File: 238801015